# マイケル・バクサンドール
マイケル・バクサンドール（Michael David Kighley Baxandall, 1933年8月18日 - 2008年8月12日）は、イギリス出身の美術史家。長くヴァールブルク研究所の教授を務め、20世紀後半の欧米の美術史学において中心的な役割を果たした。

## 生涯
ウェールズのカーディフで生まれ、ケンブリッジ大学を卒業後、パヴィア大学・ミュンヘン大学で学んだのち、1959年からエルンスト・ゴンブリッチのもとでヴァールブルク研究所の研究員を務めた。その後はスコットランド国立美術館など多くの美術館で実務を積み、ヴィクトリア&アルバート博物館では、建築彫刻部門の学芸員 (Assistant Keeper）を務めている。
この間に『ジョットと雄弁家』（1971年）と『ルネサンス絵画の社会史』（1972年）の2つの著作を発表している。『ジョットと雄弁家』では、14?15世紀イタリアの人文主義者（ウマニスタ）が残した広範な言説分析を通じて、彼らが古代から蘇らせた叙述法・思考様式と、当時の絵画様式とに密接な関係があったと論じている。また『ルネサンス絵画の社会史』では、フラ・アンジェリコやサンドロ・ボッティチェリなどルネサンス期の作品分析に社会史の手法を取り込み、彼らの作品に現れた特徴の形成過程を、芸術家の創造性ではなく、注文主との関係や制作当時の社会状況から説明しようと試みている。
オックスフォード大学美術講座教授などを経て、1981年からヴァールブルク研究所教授に就任した。しかしこの時期からアメリカで研究活動を行うことが増え、主にコーネル大学とカリフォルニア大学バークレー校で教壇に立った。また1991年にはアメリカ芸術科学アカデミーのフェローに選出されている。
バクサンドールの特徴は、ヴァールブルクの伝統を受け継ぐ圧倒的な博識と関心の広範さにあり、最初期に『ジョットと雄弁家』で見せた言語哲学・西洋古典学の統合から、晩年のティエポロ論や『陰影と啓蒙』における認知科学・現象学を応用した絵画分析にいたるまで、領域横断的な姿勢は生涯を通じて変わらなかった。ロンドンで没した。

## 著作
- Giotto and the Orators: Humanist observers of painting in Italy and the discovery of pictorial composition 1350-1450 (Clarendon Press, 1971)
- Painting and Experience in Fifteenth-Century Italy: A Primer in the Social History of Pictorial Style (Clarendon Press, 1972; 2nd ed., 1988)
  - 『ルネサンス絵画の社会史』 篠原二三男・石原宏・豊泉尚美・池上公平訳

平凡社「ヴァールブルクコレクション」、1989／改訂版・アートワークス、2024。ISBN 978-4903423036
- South German Sculpture 1480-1530 in the Victoria and Albert Museum (London: H.M.S.O., 1974)
- The Limewood Sculptors of Renaissance Germany (Yale UP, 1980)
- Patterns of Intension: On the Historical Explanation of Pictures (Yale UP, 1985)
- Tiepolo and the Pictorial Intelligence, with Svetlana Alpers (Yale UP, 1994)
- Shadows and Enlightenment (Yale UP, 1995)
- Words for Pictures: seven papers on Renaissance art and criticism (Yale UP, 2003)